# BadUSB
BadUSB — класс хакерских атак, основанный на уязвимости USB устройств. Благодаря отсутствию защиты от перепрошивки в некоторых USB-устройствах, злоумышленник может видоизменить или полностью заменить оригинальную прошивку и заставить устройство имитировать любое другое устройство. BadUSB предназначен для доставки и исполнения вредоносного кода.

## Описание
USB устройства несут в себе микроконтроллер, отвечающий за общение с хостом по интерфейсу USB. В процессе инициализации микроконтроллер сообщает хосту, наряду с другой служебной информацией, классы, к которым принадлежит устройство. Хост загружает нужный драйвер и работает с устройством исходя из его класса и этих данных. Одно физическое устройство может реализовывать несколько классов и для хоста являться несколькими отдельными устройствами: веб-камеры реализуют одновременно класс видео и класс аудио устройств.
BadUSB пользуется тем фактом, что производители не защищают свои устройства от перепрошивки, а хосты не проверяют USB устройства на подлинность. Благодаря этому злоумышленник может подменить прошивку микроконтроллера и выдать одно устройство за другое. Также, так как все коммуникации ведутся через этот микроконтроллер, злоумышленник может перехватывать и подменять любые данные и команды между устройством и хостом. Возможно и автоматическое заражение устройств: устройство заражает хост, запуская на нём вредоносное ПО, затем хост автоматически заражает все подключенные к нему USB устройства.
Каждый контроллер уникален, и для каждого необходимо разрабатывать зараженную прошивку или патч отдельно. Невозможно написать универсальное программное обеспечение и использовать его на любом микроконтроллере. Процедура прошивки различается от одного контроллера к другому. Все это значительно уменьшает вероятность эпидемии BadUSB, однако не защищает от целенаправленной атаки.

## История
Понятие BadUSB было введено в августе 2014 года на конференции BlackHat USA 2014 исследователями организации Security Research Labs Карстеном Нолом (англ. Karsten Nohl) и Джейкобом Леллом (англ. Jakob Lell), которые выступили с докладом «BadUSB — On Accessories that Turn Evil». Они провели реинженеринг USB контроллера Phison 2251-03 (2303) и разработали прошивки для некоторых видов атак. Прошивка контроллера осуществлялась приложением DriveCom. Была продемонстрирована атака с помощью имитации клавиатуры, сетевой карты, атака на защиту флеш-накопителей и сокрытие раздела флеш-накопителя. Также были рассмотрены некоторые способы защиты от атак BadUSB.
5 августа 2014 года был опубликован эксплойт BadAndroid, превращающий телефон на базе Android в сниффер сетевого трафика.
26 сентября 2014 года был опубликован исходный код прошивки и патчей для контроллера Phison 2251-03, включая атаку имитацией клавиатуры, атаку на пароль накопителя и скрытие раздела накопителя.

## Область уязвимости
Уязвимости подвержены все устройства с незащищенными USB контроллерами на борту: флеш-накопители, вебкамеры, мышки, клавиатуры, андроид-устройства. BadUSB не требует особого программного обеспечения на компьютере жертвы и работает под любыми операционными системами, поддерживающими USB-HID устройства.
Необходимость трудоемкого реверс-инжиниринга каждого USB-устройства ограничивает этот класс атак заказными атаками на конкретные устройства в рамках черных пиар-технологий либо атаками против конкретной жертвы, пользующейся определенными устройствами.

## Некоторые виды атак

### Имитация клавиатуры
Устройство представляется компьютеру жертвы клавиатурой, а по истечении некоторого времени начинает отправлять последовательности нажатий клавиш. В результате злоумышленник может выполнить на компьютере жертвы любые действия, доступные авторизованному пользователю с помощью одной только клавиатуры. К примеру, злоумышленник может загрузить из интернета и запустить вредоносное ПО.
Существенным минусом данного вида атак является отсутствие доступа к информации на экране и, как следствие, отсутствие обратной связи на любые действия со стороны зараженного устройства. Например, злоумышленник не может определить как текущую раскладку клавиатуры, так и произведен ли вход в систему.

### Имитация сетевой карты
Устройство представляется компьютеру жертвы сетевой картой и, таким образом, может перехватывать или перенаправлять сетевой трафик. В частности, отвечая на DHCP запрос адресом DNS сервера злоумышленника и не предоставляя шлюза по умолчанию, злоумышленник может перенаправить трафик жертвы: компьютер жертвы будет производить разрешение адреса через DNS сервер злоумышленника, но, в отсутствие шлюза по умолчанию, будет использовать другой, настоящий сетевой интерфейс.

### Boot Injection
Устройство с достаточным местом для хранения вредоносного кода, например, флеш-накопитель, может определить момент включения компьютера и в момент определения BIOS’ом выдать на загрузку вирус для заражения операционной системы. Это становится возможным благодаря тому, что по поведению хоста при общении с USB микроконтроллером возможно определить ОС хоста, в частности Windows, Linux, MacOSX, а также BIOS.

### Выход из виртуального окружения
Атака использует возможность повторной инициализации устройства. Выполняясь в виртуальной машине, вирус заражает любое подключенное по USB устройство. Зараженная прошивка выполняет переинициализацию и представляется двумя независимыми устройствами: неким новым и тем, которое уже было подключено к виртуальной машине. Новое устройство будет автоматически подключено к хостовой ОС, а старое — обратно в виртуальную машину. Таким образом, может быть произведен выход за пределы виртуального окружения, то есть осуществлен переход от клиентской до хостовой ОС.

## Противодействие
В рамках доклада «BadUSB — On Accessories that Turn Evil» было предложено несколько способов защиты от BadUSB, однако, по словам исследователей, полноценная интеграция защиты займет продолжительное время.
Одним из возможных способов противостояния является подпись прошивки производителем оборудования и соответствующая проверка на стороне хоста перед использованием устройства, что не предусмотрено текущей спецификацией USB. Другим решением проблемы может стать блокировка возможности перепрошивки устройств самим производителем.
Марк Шаттлворт, основатель Canonical Ltd., также высказывался по вопросу безопасности USB устройств и как решение проблемы предлагал полностью открыть исходный код прошивок.
Несмотря на то, что ряд средств комплексной антивирусной защиты, такие как ESET Endpoint Antivirus, Kaspersky Endpoint Security, компонент «Родительский контроль» у Dr.Web AV-Desk, позволяют ограничивать доступ к сменным носителям и разрешать активацию согласно «белому списку», в случае с Bad USB, таких мер недостаточно. Пользователь сам может разрешить подключение опасного устройства, ошибочно посчитав его безопасным. По утверждению корреспондента «Компьютерры» Андрея Василькова, разработчики антивирусных решений будут вынуждены в будущем добавить «отдельные модули для более гибкого дополнительного контроля над подключаемыми по USB устройствами».
Защита от атак BadUSB появилась в Kaspersky Endpoint Security 10, в обновлении от 7 декабря 2015 года.
Защитные решения Dr.Web с 11-й версии защищают от BadUSB-уязвимости для устройств, имитирующих клавиатуру.